# Skanderborg–Silkeborg Jernbane
Skanderborg-Silkeborg Jernbane är en järnväg som går mellan Skanderborg och Silkeborg i Region Midtjylland på Jylland i Danmark. Den ingår i det danska statliga spårnätet.

## Trafik
Det går persontåg två dubbelturer per timme på denna bana. Dessa tåg går sträckan Århus–Skanderborg–Silkeborg–Herning. Vartannat av dessa fortsätter till Skjern. Körtiden är cirka 25 minuter mellan Skanderborg och Silkeborg, och cirka 90 minuter mellan Århus och Herning.
Tågtyp är Alstom Lint 41.
Trafikmässigt är Silkeborg-Herning Jernbane och Skanderborg-Silkeborg Jernbane en enda järnväg. Det är bara formellt och historiskt de är olika. 

## Historia
Banan invigdes 1871 som privatbana. En fortsättning mot Herning, Silkeborg-Herning Jernbane, invigdes 1877. De övertogs båda av staten 1879.